# Geuzendijk
De Geuzendijk is een eeuwenoude doorgangsweg door de Nederlandse Kempen, die sinds 1952 volledig verhard is en loopt van Weert naar Budel. Deze route werd door de eeuwen heen onder andere gebruikt als handelsroute, kerkpad, postroute en verbindingsweg.

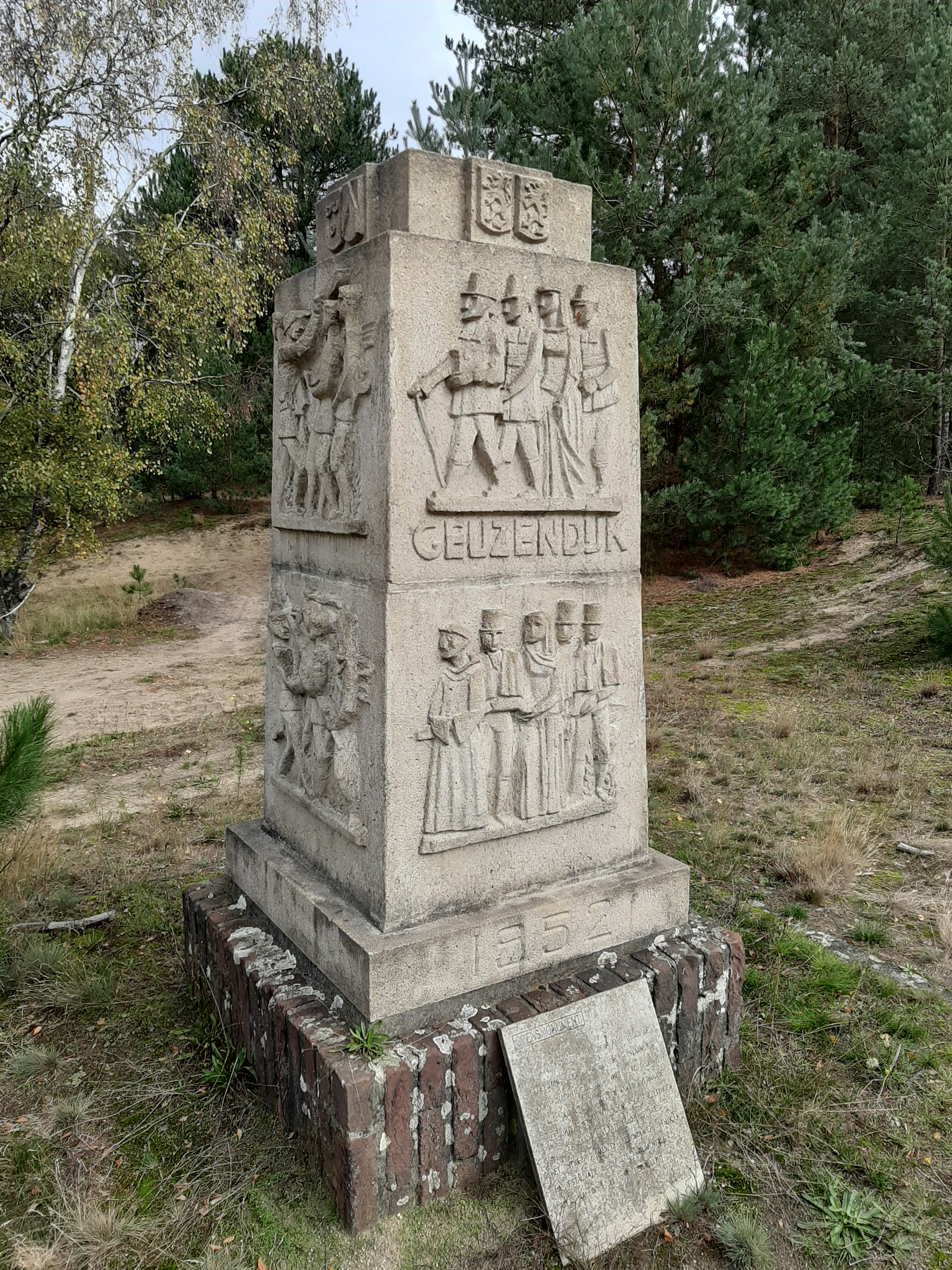
Het monument aan de Geuzendijk ter hoogte van de grens tussen Noord-Brabant en Limburg, die onder andere bestaat uit afbeeldingen van historische gebeurtenissen die plaatstvonden op deze route.

## Etymologie
De achtergrond van deze benaming is gelegen in het feit dat de Weerter protestanten, welke in de volksmond Geuzen werden genoemd, tot aan de Franse tijd (einde 18e eeuw) hun godsdienstoefeningen niet mochten uitoefenen, aangezien de streek om Weert tot de Spaanse, later de Oostenrijkse Nederlanden, behoorde, een situatie die in 1789 beëindigd werd. Budel behoorde echter tot de Republiek der Zeven Verenigde Nederlanden, en daar waren na de Vrede van Münster (1648) alle katholieke kerken door de protestanten genaast, waardoor de katholieken aanvankelijk genoodzaakt waren om hun godsdienstige plichten in grenskerken te vervullen. Aangezien Budel een grensplaats was, en er vanuit het noorden veel protestants grenspersoneel in deze plaats woonachtig was, was er daar wél een protestantse gemeente, zodat ook de protestanten uit de omgeving van Weert de diensten daar konden bijwonen. Dezen moesten daartoe wel een afstand van 12 km overbruggen via de weg van Weert naar Budel, die in de volksmond, en later officieel, de naam Geuzendijk kreeg. Ook na de Franse tijd hadden de Weerter protestanten nog geen eigen kerk, omdat hun aantal te klein was. Pas in 1852 werd een Hervormde gemeente opgericht die aanvankelijk kerkte in een pand aan het huidige Oelemarkt 12 en waarvan de predikant uit Roermond kwam. Later groeide het aantal protestanten in Weert, in 1900 kregen zij een eigen predikant en vanaf 1912 konden zij beschikken over een eigen kerkgebouw: de Bethelkerk.

## Geschiedenis

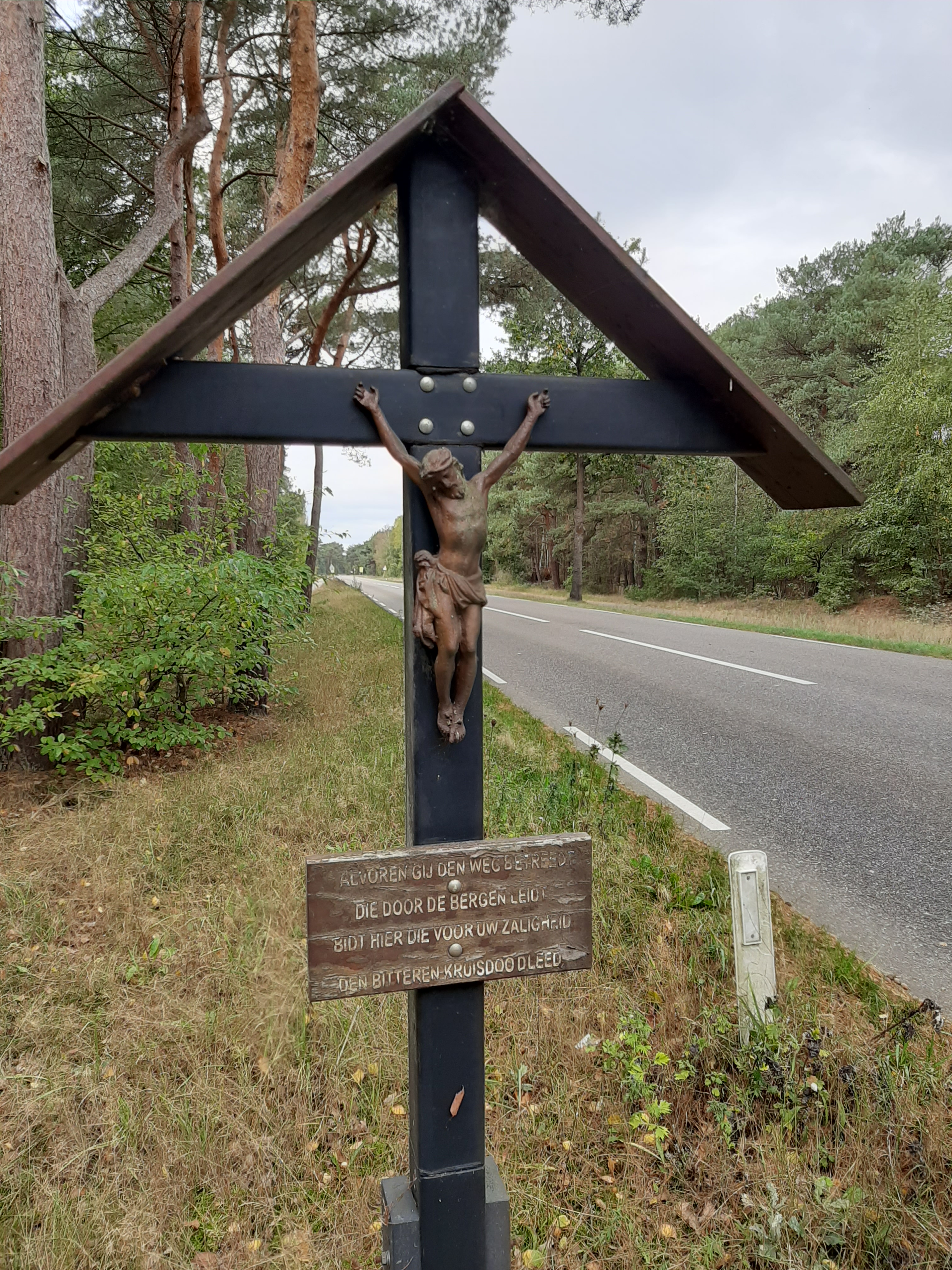
Het dwaalkruis aan de Geuzendijk, met het volgende onderschrift: AIvorens gij den weg betreedt die door de bergen leidt bidt hier die voor Uw zaligheid den bitteren kruisdood leed.

Ondanks dat de weg zijn naam ontleend aan de Weertse protestanten, zijn er door de eeuwen heen meerdere, die om verschillende redenen, gebruik gemaakt hebben van deze oude route. Daarnaast stond het gebied bekend als een gevaarlijke route waar men snel verdwaalde en in sommige gevallen niet terugkeerden. Hier herinnerd het nog altijd bestaande dwaalkruis aan. Dit dwaalkruis is een wegkruis die vermoedelijk is geplaatst in 1786 naar aanleiding van drie verdwenen mannen, die opweg waren naar de markt in Budel. Volgens meerdere overleveringen zou er in 1587 al een kruis zijn opgericht ter nagedachtenis van mensen die in het gebied zijn overleden.

### Totstandkoming van het tracé
De Kempen bestond voornamelijk uit uitgestrekte heidevlaktes en gevaarlijke moerasgebieden. Ook in het gebied rond de Geuzendijk was dat het geval, slechts enkele pelgrimvaarders uit Vlaanderen en Brabant doorkruisten richting het verre oosten met enkele regelmaat de uitgestrekte en eenzame Kempenstreek. Pas in de 13e eeuw ontstonden er daadwerkelijk bepaalde verkeerassen door het gebied, gezien de nabijheid van Antwerpen. Deze routes liepen vanaf de havenstad richting het oosten naar uiteindelijk het Rijnland. In sommige gevallen werd dan ook het gebied rond de Geuzendijk aangedaan. Een van deze routes bestond dan ook het de plaatsen: Antwerpen, Turnhout, Achel, Budel, Weert, Roermond en uiteindelijk naar Keulen.

### Gebruik als handelsroute
In 1378 werd het lakengilde van Weert opgericht, die onder andere in Bergen op Zoom en Antwerpen de beschikking hadden over een lakenhal. Vanwege de ligging van Weert langs twee oost-westwegen, kwam de lakenhandel tot grote bloei, en werd het weerter laken vanuit de lakenhallen geëxporteerd naar Engeland en Frankrijk. Uiteindelijk ontvangt Weert het marktrecht (1414), waarmee het de status van stad krijgt. In deze periode werd de route dan ook veel al gebruikt door de handelaren uit Weert, maar ook daar lokale kramers.

### De Franse tijd
In 1795 vond in de Zuidelijke Nederlanden, waar Weert destijds ook onderviel, de Franse ontkerstening plaats, waarbij meerdere katholieke geestelijken via de Geuzendijk moesten vluchten naar Budel, wat destijds onder de Republiek viel.
In 1800 werd de weg een postroute. Hieraan herinnert nog altijd een bestaand gebouw uit 1806, hetgeen onder andere gebruikt werd als grenskantoor, posthuis en wisselplaats voor paarden. Tijdens de Belgische Opstand (1830-1839) werd het gebouw gebruikt als douanekantoor, gezien het feit dat Nederlands Limburg toen nog onder de Belgen viel.